# Mehmet Dolas
Mehmet Dolaş (1º giugno 1994) è un taekwondoka turco.

## Palmarès
- Europei

Baku 2014: bronzo nei 54 kg.